# 定西路
定西路是中華人民共和國上海市長寧區一條南北走向道路，南起安顺路，北至愚园路。道路全长2000米，宽12.3米至20.4米，车行道宽9.1米至14.2米。道路建於1958年，路名來自於甘肃省定西縣。